# Девушка за вёрджинелом
«Де́вушка за вёрджинелом» — картина Яна Вермеера. Долгое время авторство Вермеера находилось под сомнением. В настоящее время считается одной из достоверных работ художника и с 2004 года является частью Лейденской коллекции (Нью-Йорк).

## Описание
«Девушка за вёрджинелом» датируется 1670—1672 годами и относится к поздним работам Вермеера. По своей стилистике она близка ряду других произведений художника с изображениями женщин, играющих на музыкальных инструментах: «Гитаристка», «Девушка, стоящая у вёрджинела» и «Девушка, сидящая за вёрджинелом». Все они датируются началом 1670-х годов. 

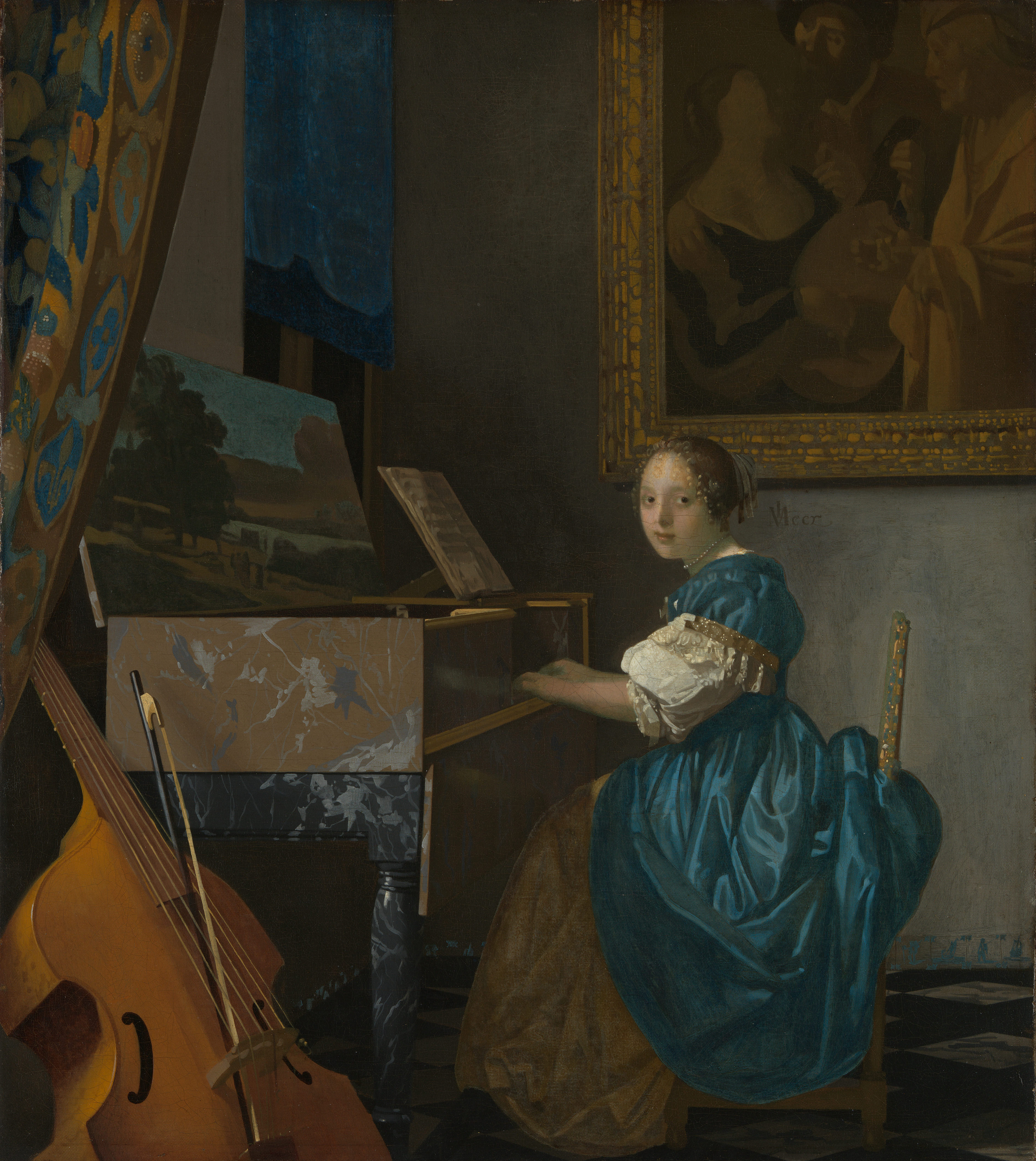
Девушка, сидящая за вёрджинелом. Ян Вермеер (1670—1672), Лондонская национальная галерея

 Искусствоведы отмечают, что в картинах Вермеера музыкальная тематика часто ассоциируется с мотивом ухаживаний; высказывается предположение, что в роли потенциального поклонника может представить себя сам зритель. Что касается именно вёрджинела, его изображение нередко встречается в произведениях голландских художников XVII века, и, как правило, играют на нём именно женщины.
Сидя за инструментом, девушка смотрит на зрителя с лёгкой полуулыбкой. На её шее видно жемчужное ожерелье, подсвеченное падающим из окна светом; нитка мелкого жемчуга украшает её волосы. Эта деталь вкупе с пышной атласной юбкой и тщательно убранными локонами, в которые вплетены красные атласные ленты, указывает на высокий социальный статус девушки. Исследователи установили, что подобная причёска и подобное расположение лент были в моде в течение короткого времени около 1670 года, и этот факт сыграл важную роль в датировке картины.
Высказывались предположения, что картина является либо предварительным этюдом к схожей работе, созданной Вермеером в тот же период, — «Девушке, сидящей за вёрджинелом», — либо, наоборот, её более поздней переработкой. Поскольку в ней явно заметны меньшая оригинальность композиции и не столь тщательное исполнение, специалист по творчеству Вермеера Уолтер Лидтке предположил, что картина могла быть создана на заказ в те годы, когда художник испытывал финансовые трудности и нуждался в средствах.

## Провенанс и атрибуция
Ранний провенанс картины известен недостоверно; вероятно, изначально она принадлежала Питеру Класу ван Рёйвену, от которого перешла по наследству его зятю Якобу Диссиусу. Впоследствии в числе владельцев были Вессель Ряйерс, Альфред Бейт и его наследники, а также барон Фредерик Ролен. Последний, будучи убеждённым в принадлежности картины кисти Вермеера, инициировал более тщательное исследование картины экспертами. В 2004 году «Девушка за вёрджинелом» была продана на аукционе Сотбис как подлинное произведение Вермеера. Покупателем стал американский бизнесмен и коллекционер Стив Винн, у которого затем картину приобрела чета Каплан, владельцы Лейденской коллекции.
Долгое время атрибуция картины Вермееру считалась сомнительной, в первую очередь из-за того, что жёлтая шаль, покрывающая плечи девушки, исполнена слишком грубо и непропорционально, чтобы её можно было считать написанной самим художником. Однако позднейшая рентгенограмма показала, что под шалью скрыто тщательно прорисованное платье с причудливыми рукавами, элегантно ниспадающими от шеи девушки к рукам. В первоначальном варианте складки юбки доходили до талии, а драпировка от локтей до спинки стула отсутствовала. Отсюда следует, что шаль является поздним дополнением, пририсованным, вероятно, вскоре после смерти Вермеера (похожая ситуация сложилась и с другой его картиной, «Девушка с флейтой», по всей видимости, переработанной другим художником).
Что касается материалов, использованных при создании «Девушки за вёрджинелом», то они вполне соответствуют поздним работам Вермеера, включая использование натурального ультрамарина. Кроме того, проведённое в 2011 году исследование холста картины показало, что он отрезан от того же рулона, что и холст, на котором написана другая известная работа Вермеера — «Кружевница». Поэтому в настоящее время авторство Вермеера считается подтверждённым.